# Opuntia taylorii
Opuntia taylorii Britton & Rose es una especie fanerógama perteneciente a la familia Cactaceae. Nativas de Centroamérica en Haití y República Dominicana.

## Descripción
Opuntia tayloriii es un arbusto con ramas de reptantes y extendidas. Los cladodios de color verde brillante,  linear-oblongos  de hasta 12 cm de largo y 1 a 2 cm de ancho. Las areolas a 1 a 1,5 cm de distancia y con gloquidios de color marrón amarillentode hasta 3 milímetros de largo con tres a seis espinas en forma de aguja, marrón amarillentas de  hasta 4 cm de largo. Las flores son de color amarillo. Los frutos con forma de pera frutas sin espinas miden hasta 1.5 centímetros.

## Taxonomía
Opuntia tayloriii  fue descrita por Britton & Rose y publicado en Smithsonian Miscellaneous Collections 50: 520. 1908.
Etimología
Opuntia: nombre genérico  que proviene del griego usado por Plinio el Viejo para una planta que creció alrededor de la ciudad de Opus en Grecia.

tayloriii: epíteto otorgado en honor del botánico estadounidense Norman Taylor (1883–1967).